# Escalante (rivière)
Pour les articles homonymes, voir Escalante.
L'Escalante est une rivière du sud de l'Utah aux États-Unis, affluent droit du fleuve Colorado, d'environ 145 kilomètres de longueur[réf. nécessaire].

## Géographie

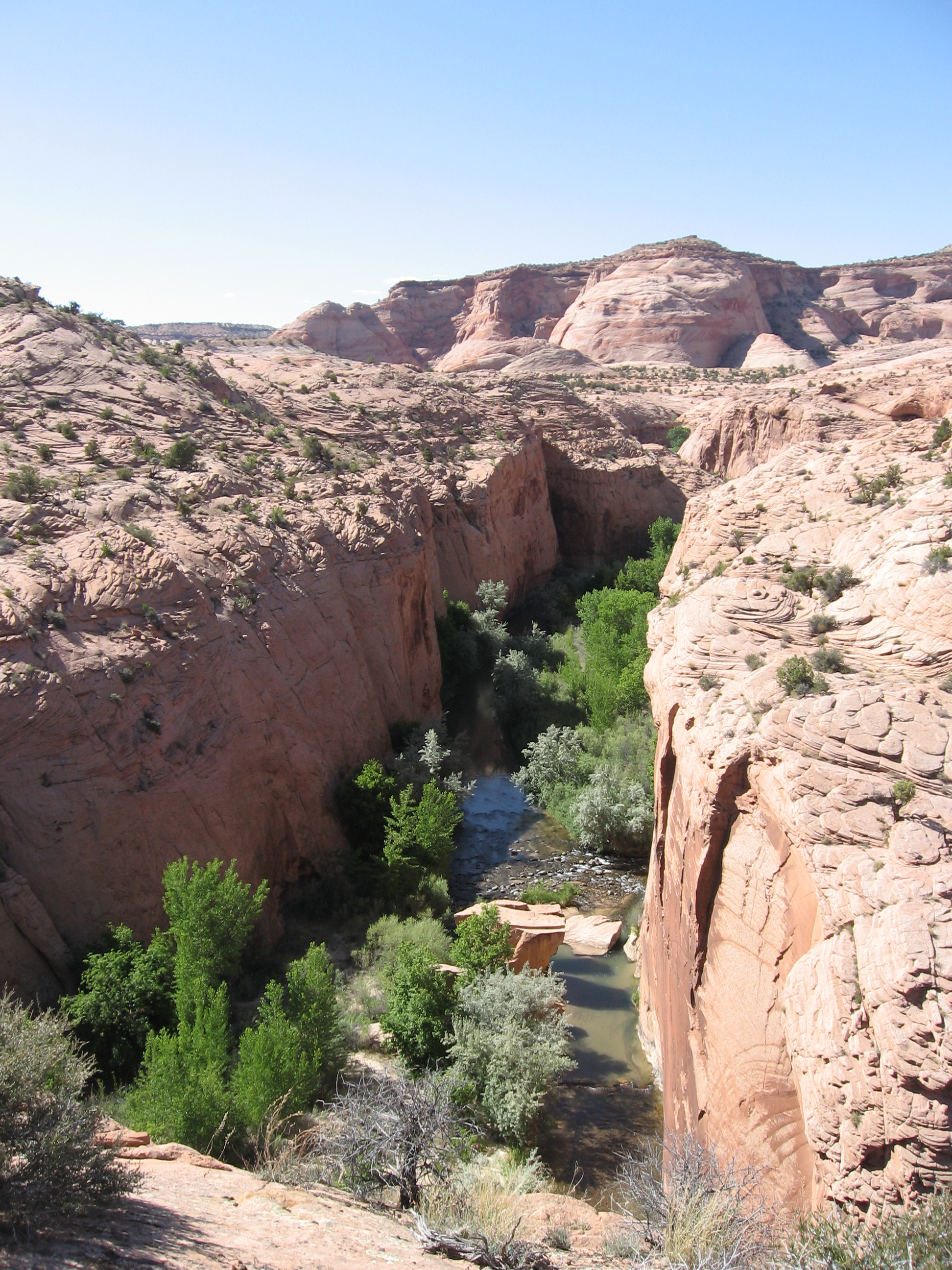
gorge de l'Escalante

Formée par la confluence des rivières North Creek et Birch Creek près de la ville d'Escalante, au sud de l'Utah, l'Escalante suit une direction sud-est pour se jeter dans le lac Powell, à 1 129 m d'altitude. Son bassin inclut une partie des forêts du Plateau d'Aquarius, et une partie désertique au nord du lac Powell. L'essentiel de son parcours emprunte des gorges sinueuses.

## Hydrologie
Son module est d'environ 4,1 m3/s[réf. nécessaire].

## Histoire
L'Escalante est l'une des dernières rivières d'une telle longueur à être « découverte » aux États-Unis. Cartographiée en 1872 par Almon Thompson (membre de l'expédition de John Wesley Powell), elle doit son nom à Silvestre Vélez de Escalante, un missionnaire franciscain qui a, parmi les premiers, exploré la région au XVIIIe siècle.

## Activités économiques
La rivière Escalante est une destination touristique prisée pour la randonnée, le trekking et, au printemps, pour le kayak et le canoë. Le canyon de la rivière Escalante fait partie intégrante du Monument national de Grand Staircase-Escalante.